# Else Brems
Else Brems (16. juli 1908 i København – 4. oktober 1995 i København) var en dansk operasanger (mezzosopran).

## Biografi
Som datter af klarinettist og sangpædagog Anders Lauridsen Brems og pianist Gerda Emilie Rasmussen voksede hun op i et musikalsk hjem. Hendes far var også hendes første sanglærer. Da hun var 17 år, præsenterede han hende for den verdensberømte tenorbaryton Mattia Battistini i Rom. Denne udtrykte stor begejstring for hendes sangtalent, og således opmuntret søgte hun til Paris og fik undervisning hos Georges Cunelli og Povla Frijsh. Hun grundlagde her sin store interesse for fransk musik samt en fransk diktion, som hun altid senere blev komplimenteret for.
Allerede i 1928 debuterede hun med stor succes som koncertsanger i København. Hun drog herefter videre til Berlin for at uddanne sig til operasanger hos Madame Sarah Charles Cahier, der var en berømt fortolker af partiet Carmen. I 1930 debuterede Else Brems på Det Kongelige Teater netop i titelrollen i Carmen, og hun forblev med få afbrydelser tilknyttet teatret frem til 1962. Kort efter operadebuten sang hun også Carmen i Wien, Warszawa, Budapest, Stockholm og London. I 1933 var hun på turne i USA med meget store anmelderroser til følge. Til trods for alle de udenlandske succes'er fik hun ikke mange roller hjemme i København. I 1937 rejste hun til New York for at studere videre hos Enrico Rosato, og hun fortsatte til Chicago, hvor hun sang sammen med The Peoples Symphony Orchestra og fik stor applaus i salen for sin sang. Kunstkritikeren Cecil Smith fra Chicago Tribune udtrykte, at man måtte kaste sin hat op i luften af begejstring for hendes kunst.. Året efter, i 1938, blev hun engageret som Carmen på Wiener Staatsoper hos Bruno Walter.
Ud over Carmen sang hun Orfeus i Orfeus og Eurydike, Cornelia i Julius Cæsar, Cherubino i Figaros Bryllup, Concepcion i L'heure espagnole, Larina i Eugen Onegin, Lola i Cavalleria rusticana, Lucretia i The Rape of Lucretia (af Britten), Mrs. Herring i Albert Herring (af Britten) og Bess i Porgy og Bess, 3. dame i Tryllefløjten, Moderen i Konsulen (af Menotti). To operapartier blev skrevet specielt til Else Brems: titelrollerne i Susanne (af Knudåge Riisager) og Marie Grubbe (af Ebbe Hamerik).
Else Brems havde tillige en stor karriere som koncertsanger. Hun har været på talrige turneer i ind- og udland, optrådt i Tivoli og ved adskillige torsdagskoncerter i radioen. Hendes repertoire var stort og omfattede altpartierne i oratorier af Bach og Händel, tyske lieder, franske sange af især Debussy og Ravel samt danske sange og salmer.
Else Brems var 1940-49 gift med den islandske operasanger Stefan Islandi. Parret fik en søn, Eyvind Brems Islandi (1940-74), der også blev operasanger (tenor).
Else Brems' gravsted findes på Garnisons Kirkegård, København.

## Hædersbevisninger
- 1945 Tagea Brandts Rejselegat
- 1946 Kongelig kammersanger
- 1950 Studenternes Æreskunstner
- 1953 Ingenio et arti
- 1955 Ingrid Jespersens Legat